# Augusto Aboitiz Baroja
Augusto Aboitiz Baroja (4 de diciembre de 1914 -25 de abril de 1995) fue un importante entrepreneur de origen español, nacido en Filipinas y nacionalizado uruguayo, fundador de tres empresas de productos de copetín: Papas Chips S.A., en Uruguay, Bun S.A. en Argentina, y Rick S.A., en España, las tres muy competitivas en sus respectivos mercados.

## Biografía

### Primeros años
Nació en Cebú, Filipinas, hijo de Guillermo Aboitiz y Patrocinio Baroja (prima de Pio Baroja), nieto de Paulino Aboitiz (fundador de Aboitiz y Cia en Filipinas.). A los 7 años de edad su familia se trasladó a Bilbao, Vizcaya, España donde vivió hasta la edad de 18 años.

### Educación
Se educó como técnico en refrigeración en el Dunwoody Industrial Institute de Minnesota en Estados Unidos (actualmente el Dunwoody College of Technology), recibiendo un certificado en 1936.

### Ámbito profesional en Filipinas
Finalizados sus estudios, y con España en guerra civil, fue a Filipinas donde trabajó para Aboitiz y Cia, operando la planta de hielo de Cebú Ice and Cold Stores Corp y luego la planta eléctrica de Ormoc Electric Light Co. en Leyte, ambas empresas de Aboitiz & Co. En Cebú se casó con Maitena Uriarte y tuvo tres hijos. La familia soportó la invasión japonesa a Filipinas, y Augusto fue obligado por los japoneses a mantener en funcionamiento la planta eléctrica de Leyte por un breve período. Sin embargo, pronto la falta de insumos y combustible dejó la planta fuera de línea. Terminada la guerra, con Filipinas nuevamente bajo control Norteamericano, reflotó una lancha militar hundida, y la operó por un tiempo como transporte de pasajeros entre Ormoc y BayBay en sociedad con su primo José (Joe) Moraza, siendo este su primer emprendimiento.

### Migración a Uruguay y fundación de Papas Chips SRL y Bun SA

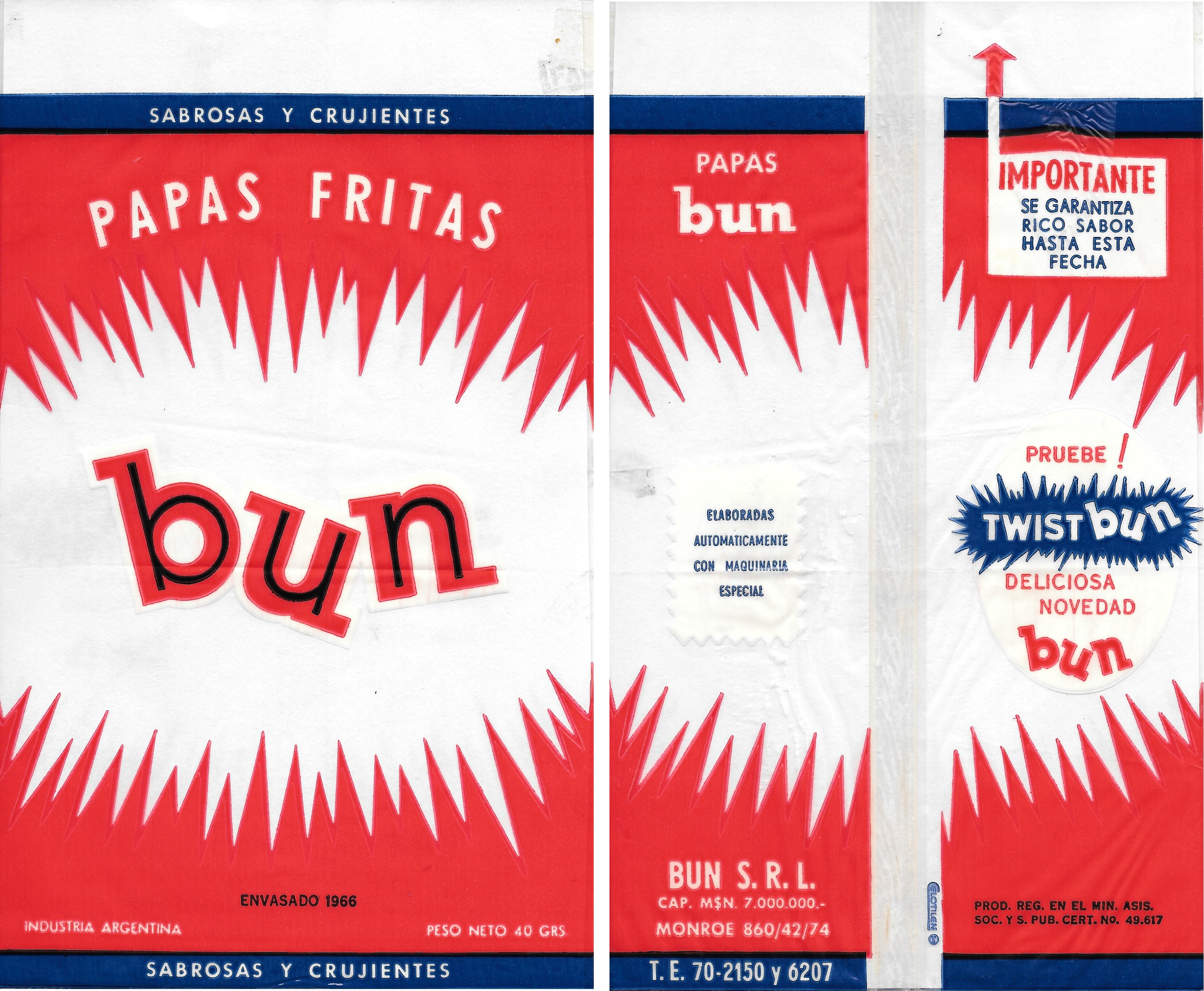
Envase de Papas Fritas Bun en 1966

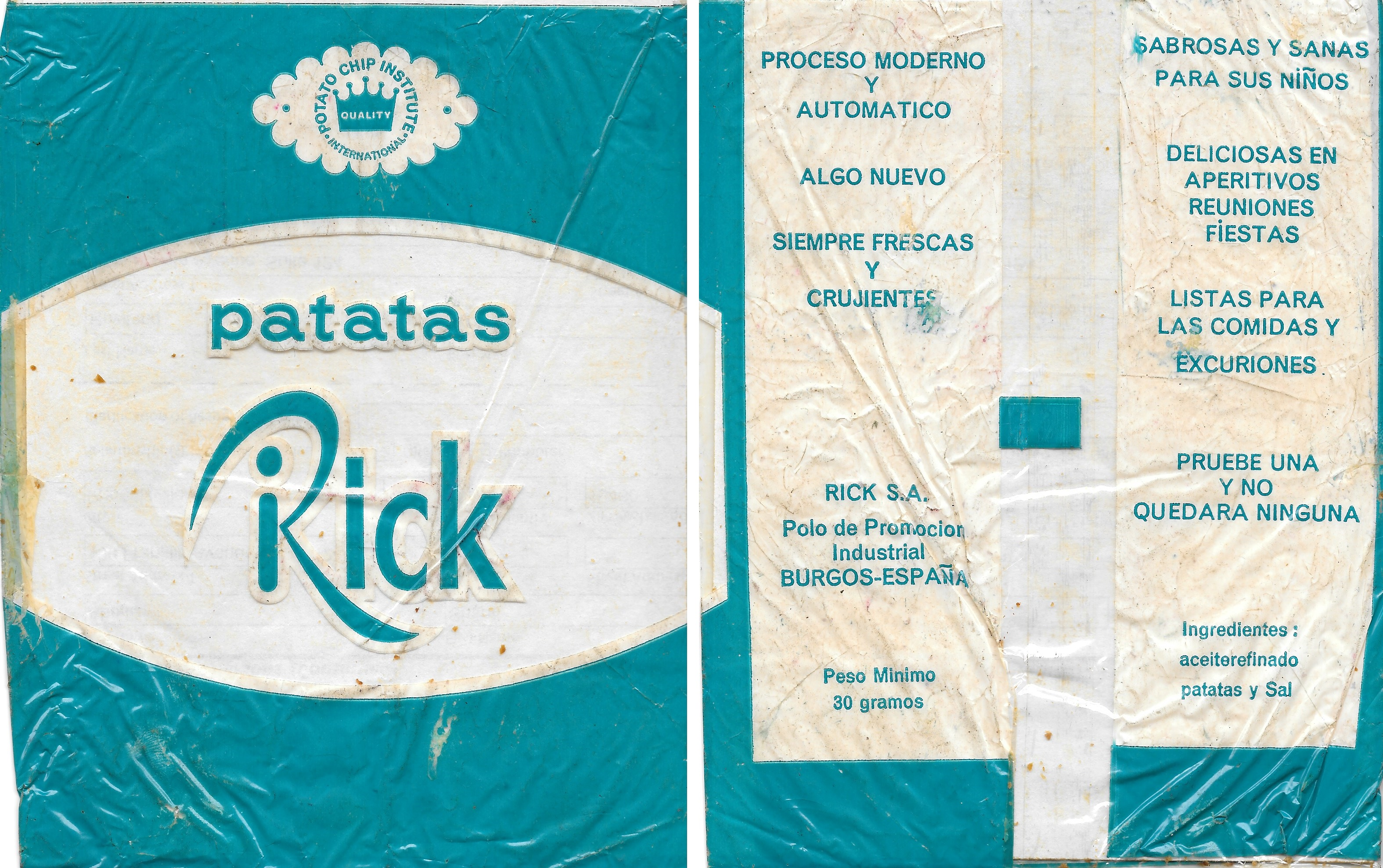
Envase Patatas Rick en 1965

En 1947 la familia emigró a Montevideo, Uruguay donde ya residían los padres de Augusto y dos de sus tres hermanos. Se nacionalizó uruguayo, y tuvo con Maitena cuatro hijos más (siete en total). En Uruguay su primer trabajo fue de técnico de refrigeración para el SOYP (Servicio Oceanográfico y de Pesca). En 1952, conversando sobre oportunidades para desarrollar un negocio con su primo Leo Melian y otros contertulios en el bar Expreso Pocitos, llegó a la idea (inspirada por Melian y las papas fritas en la mesa) de montar una empresa industrial de papas fritas. Era entonces un nuevo negocio, ya con bastante desarrollo en USA, gracias a la maquinaria para la fritura continua de la J. D. Ferry Co. Sin embargo, fuera de USA había todavía muy pocas empresas en el rubro. El producto y el sistema de venta a través de venta directa y revendedores independientes fue un gran éxito en Uruguay, permitiéndole a Augusto pensar en mercados más grandes como Brasil y Argentina. Su mano derecha en Uruguay fue Lila DiBella quien había empezado como su secretaria y llegó a ser Gerente General, conocida por todos con "La Señorita". Después de considerar sin resultado una planta en Brasil, en 1958 lanzó en Argentina Bun SA, empresa en la cual también participaron como socios su hermano Fernando Aboitiz, su hermana María Teresa y cuñado Alberto Moroy, y los tres hermanos Delmiro, Urbano y Santiago Carrera, dueños del bar Expreso Pocitos.

### Traslado a España y fundación de Rick SA
En 1964, con Bun gerenciada por Fernando Aboitiz, y Papas Chips por Lila Dibella, Augusto trasladó nuevamente a su familia a España para fundar una tercera empresa de snacks: Rick SA, en Burgos. Rick SA fue adquirida por Matutano en 1969. Matutano era entonces propiedad de PET Milk, pasando a manos de Pepsico en 1970. La original planta de Rick en Burgos, ampliada muchas veces, sigue siendo la principal instalación de Matutano.

### Retorno a Buenos Aires y fundación de Amalur SA
Regresó con su familia a Sudamérica, esta vez a Buenos Aires en 1970. Bun SA era ya una empresa importante y con una marca reconocida en Argentina. Las necesidades de calidad de papa de la industria, más un interés por la industrialización de la agricultura lo llevó a Augusto a adquirir un campo en Necochea y desarrollarlo como principal proveedor de papa para Bun. Esta empresa la bautizó Amalur, (madre tierra en euskera). Amalur fue también una empresa pionera, la primera en almacenamiento y transporte de papa a granel (1971) e introduciendo la primera cosechadora de papa (1972).
Bun SA y Papas Chips SRL finalmente fueron adquiridas ambas por PepsiCo Snacks en 1993.
Augusto falleció en Buenos Aires el 25 de abril de 1995, a los 80 años. Cumpliendo su último deseo, sus cenizas fueron esparcidas en la bahía de Lequeitio.